# Inbördeskriget i Sierra Leone
Inbördeskriget i Sierra Leone ägde rum mellan 23 mars 1991 och 18 januari 2002, då det officiellt förklarades vara över. Stridigheterna ägde rum mellan å ena sidan regeringsstyrkor understödda av utländska legosoldater, brittiska trupper, ECOMOG-styrkor under nigeriansk ledning och lokala styrkor kallade Kamajors, och på den andra sidan tre gerillarörelser: Revolutionary United Front (RUF) som understöddes av Liberia, Armed Forces Revolutionary Council (AFRC:s) samt West Side Boys.
Inbördeskriget skedde på grund av vanstyre av landet med omfattande korruption och nepotism, bristande statsfinanser, fallerande demokrati, stor ungdomsarbetslöshet och brist på utbildning samt sargade familjestrukturer, ignorans över vad som skedde på landsbygden och en militär och poliskår som var dåligt utbildad, underbetald och som saknade disciplin. Konflikten förlängdes på grund av en diamanthandel som inte fungerade och till stor del var olaglig. Den förvärrade alla de ovannämnda problemen och bekostade stridigheterna.
Under de knappt 11 krigsåren dog cirka 50 000 människor, mängder av människor stympades och torterades och över 2,5 miljoner (mer än hälften av landets befolkning) blev internflyktingar (de tvingades fly från sina hem men befann sig inom landets gränser). Ett flertal FN-resolutioner antogs och en FN-trupp skickades till landet för att bringa ordning och stabilitet. Efter att kriget förklarades över har FN fortsatt arbetet med att återuppbygga landet för att det inte skall kastas tillbaka i oroligheter.

## Bakgrund till inbördeskriget

### Sierra Leones politiska historia
Under åren som följde sedan Sir Milton Margai, Sierra Leones första premiärminister, avlidit 1964 skedde en försämring av det politiska läget. Korruptionen och misskötseln ökade och våld mot väljare blev vanligare. Albert Margai, Sir Milton Margais bror, tog över styret av landet efter honom. Albert Margai var populär inom sitt parti men fick problem då han försökte avveckla flerpartisystemet. När det verkade som att han förlorat 1967 års val, och hans styre därmed var hotat, använde han sig av militären för att förhindra att valresultatet följdes.
När Siaka Stevens blev aktiv i politiken i Sierra Leone 1968 var landet ännu en konstitutionell demokrati. När han, 17 år senare, avslutade sitt styre var Sierra Leone en enpartistat. Under Stevens styre förstördes och förvanskades alla de statliga institutionerna – parlamentet underminerades, domare mutades och statens kassakista tömdes. Pengarna hade gått till personliga finansiella favoritprojekt som stödde personer i hans närmsta grupp. Av rädsla för att bli förråd avrättade och förföljde Stevens många av de som kritiserat honom. Stevens motståndare såg inte med blida ögon på hövdingarnas tillsättandet av Stevens och många av dem slogs på RUF:s sida för att få hämnd. Stevens regering brydde sig även föga om vad som skedde på landsbygden och när RUF påbörjade sitt härjande där möttes det med nonchalans. Denna uppenbara ignorans av landsbygden ökade möjligheten för RUF att rekrytera där. Det som regeringen ansåg vara viktigt var att skydda huvudstaden Freetown.
När Stevens drog sig tillbaka 1985 lämnade han över makten till generalmajor Joseph Momoh, som behöll status quo. Under sina sju år vid makten spreds korruptionen och ekonomin kollapsade fullständigt. När staten inte längre kunde betala sina statstjänstemän plundrade dessa statens kontor och egendomar. När staten inte längre kunde betala lärarna deras löner kollapsade utbildningsväsendet. Då endast rika familjer hade råd att anställa privatlärare fick majoriteten av Sierra Leones barn och ungdomar under slutet på 1980-talet ingen utbildning och strövade istället mållöst omkring på gatorna.
År 1991 var Sierra Leone världens fjärde fattigaste land, trots att landet hade rika resurser av diamanter, guld, bauxit, rutil, järnmalm, fisk, kaffe och kakao.

### Diamanter och “resursförbannelsen”
De östra och södra distrikten i Sierra Leone, främst Kono- och Kenema-distrikten är rika på alluviala diamanter som är lätta att bryta eller sålla fram. En stor del av landets ekonomi var baserad på brytningen av diamanter vilket pågått sedan 1930-talet och den övriga ekonomin var underutvecklad. Diamanterna spelade en mycket stor roll i att konflikten upprätthölls och under långa perioder under konflikten förlorade staten kontrollen över gruvorna vilket ledde det till att nödvändig samhällsservice, institutioner och infrastruktur inte utvecklades och istället gick pengarna till att finansiera kriget. Fenomenet att länder som har ett överflöd av naturresurser ofta har en lägre ekonomisk utveckling är känt som “resursförbannelsen”. Paradoxalt nog ledde den rika tillgången på diamanter, och det faktum att stora delar av ekonomin byggts upp runt dem, till att ekonomin blev svagare än i andra länder. Diamanterna var svåra att kontrollera och nådde ofta privata handlare som berikade sig själva. De var enkla att smuggla och korruptionen var omfattande då både polis och militär mutades av de som bröt diamanterna. Genom att Stevens sparkade många statstjänstemän var dessa oroliga över sin framtid och hade än större orsaker till att berika sig själva. Afrikanerna diskriminerades och libaneser hade bättre möjligheter att få tillstånd att bryta diamanter.

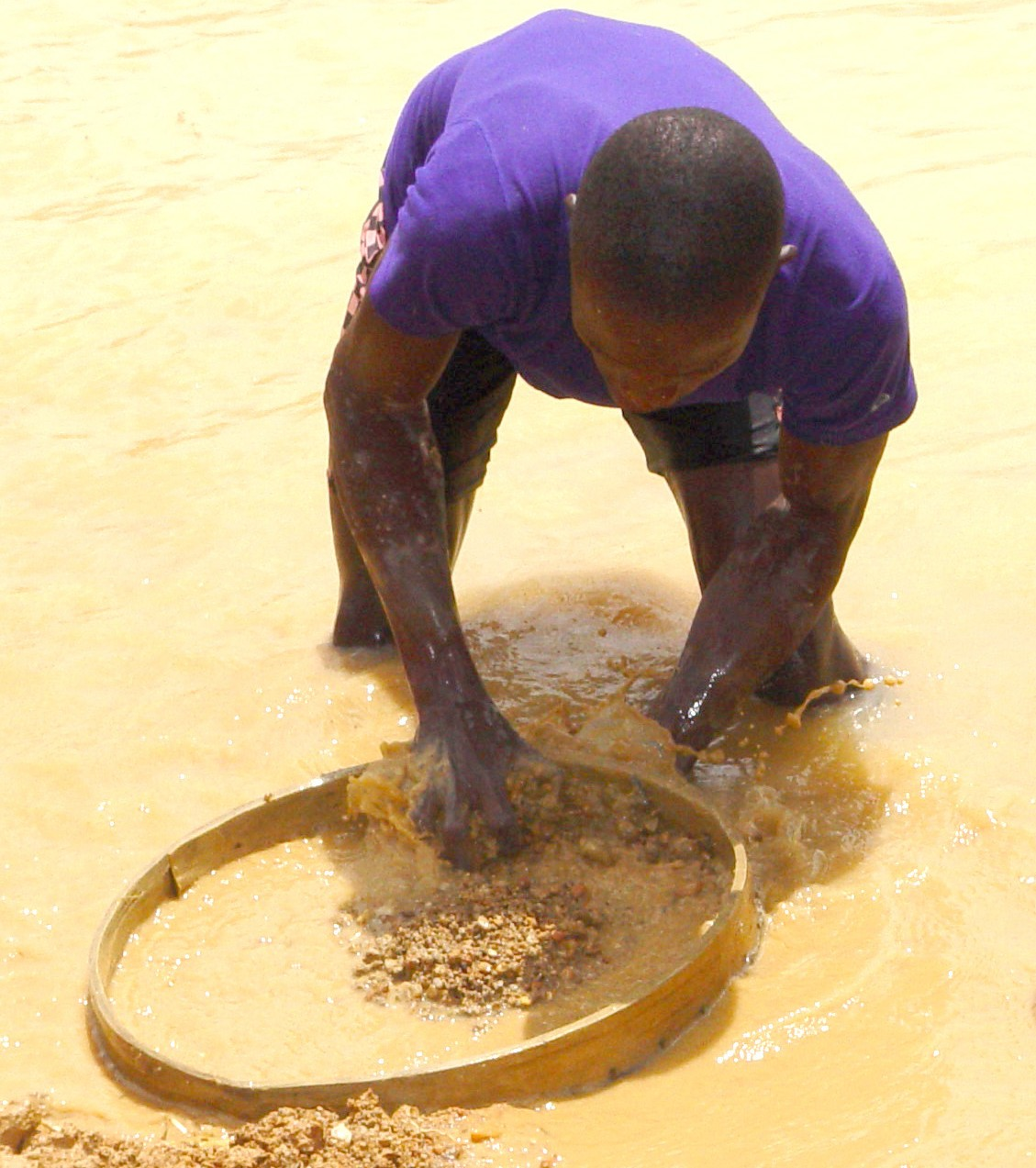
En man vaskar efter diamanter.

På flera sätt inbjöd och bidrog det faktum att Sierra Leone hade diamanter till att det blev ett inbördeskrig. Under den tid som Stevens styrde landet gick de pengar som företaget National Diamond Mining Corporation (känt som DIMINCO) – en gemensam satsning från regeringen och DeBeers – till att berika Stevens och medlemmar av hans regering samt företagseliten som stod honom nära istället för att inkomsterna kom folket till del.
Vid slutet av 1980-talet smugglades och såldes omkring 95 procent av alla diamanter som bröts i Sierra Leone olagligt och pengarna gick direkt till privata investerare. Vid den här tiden var diamanthandeln dominerad av libanesiska affärsmän och senare (efter att Momohs regering ändrat tycke) av israeler med kopplingar till ryska och amerikanska maffiafamiljer med kopplingar till de internationella diamantmarknaderna i Antwerpen. Momoh försökte komma till rätta med smugglingen och få kontroll över pengarna men han misslyckades. Även sedan National Provisional Ruling Council (NPRC) tagit makten 1992, till synes för minska korruptionen och öka de statliga inkomsterna från handeln, sålde regeringsmedlemmar diamanter för personlig vinning och levde extravaganta liv med de inkomsterna. Bland annat sålde Valentine Strassers regering år 1993 diamanter för 435 miljoner amerikanska dollar till Sverige.
RUF använde pengarna från diamantgruvorna till att köpa vapen och ammunition och de gjorde även så att konflikten förlängdes eftersom RUF vägrade ge upp kontrollen över de diamantrika områdena. FN:s säkerhetsråd slog fast att diamanthandeln varit både en orsak och bränsle till konflikten och krävde att åtgärder skulle genomföras för att förhindra att det skulle kunna ske igen. Mänsklig girighet var helt enkelt en orsak till att kriget förlängdes och utvecklades på det sätt som det gjorde.
Genom att diamanthandeln fick allt större betydelse togs större och större områden i beslag och allt mer arbetskraft krävdes. Detta drabbade jordbruket hårt och Sierra Leone förlorade med tiden sina möjligheter att producera mat i tillräcklig mängd. Jakten på rikedom bröt upp samhället då unga män lämnade sina familjer bakom sig. Det ledde också till svåra skador på miljön. Västs försök att hjälpa var begränsade då en stor del av det internationella biståndet blev stulet och smugglades ut ur landet. Även andra mineraler såsom guld, bauxit och rutil, avsalugrödor smugglades och såldes olagligt. Samtidigt utnyttjade omvärlden den svaga staten och fiskade ur havet utanför Sierra Leone.
Konflikten berodde dock inte helt på kampen om resurserna och plundringen av dessa utan på den oerhörda frustration som Sierra Leones befolkning kände efter 20 år av korrupt och undermåligt styre, av fattigdom och förtryck. Allt detta bidrog till att många vanliga människor ville se en förändring.

## Händelseförlopp

### RUF dyker upp på scenen
År 1961 blev Sierra Leone självständigt från Storbritannien. Självständigheten följdes av ett antal kupper innan makten konsoliderades under Siaka Stevens, och under honom blev landet en enpartistat 1978. Stevens styrde landet fram till 1985 då han överlämnade makten till general Joseph Momoh. Då Sierra Leones ekonomi stadigt gått utför beslutade sig Momoh att slå ned på de libanesiska affärsmän som kontrollerade diamanthandeln i Sierra Leone. Detta ledde dock till att kontrollen av handeln istället kom att styras av ryska brottslingar och israeliska diamanthandlare och att ekonomin fortsatte att försämras.

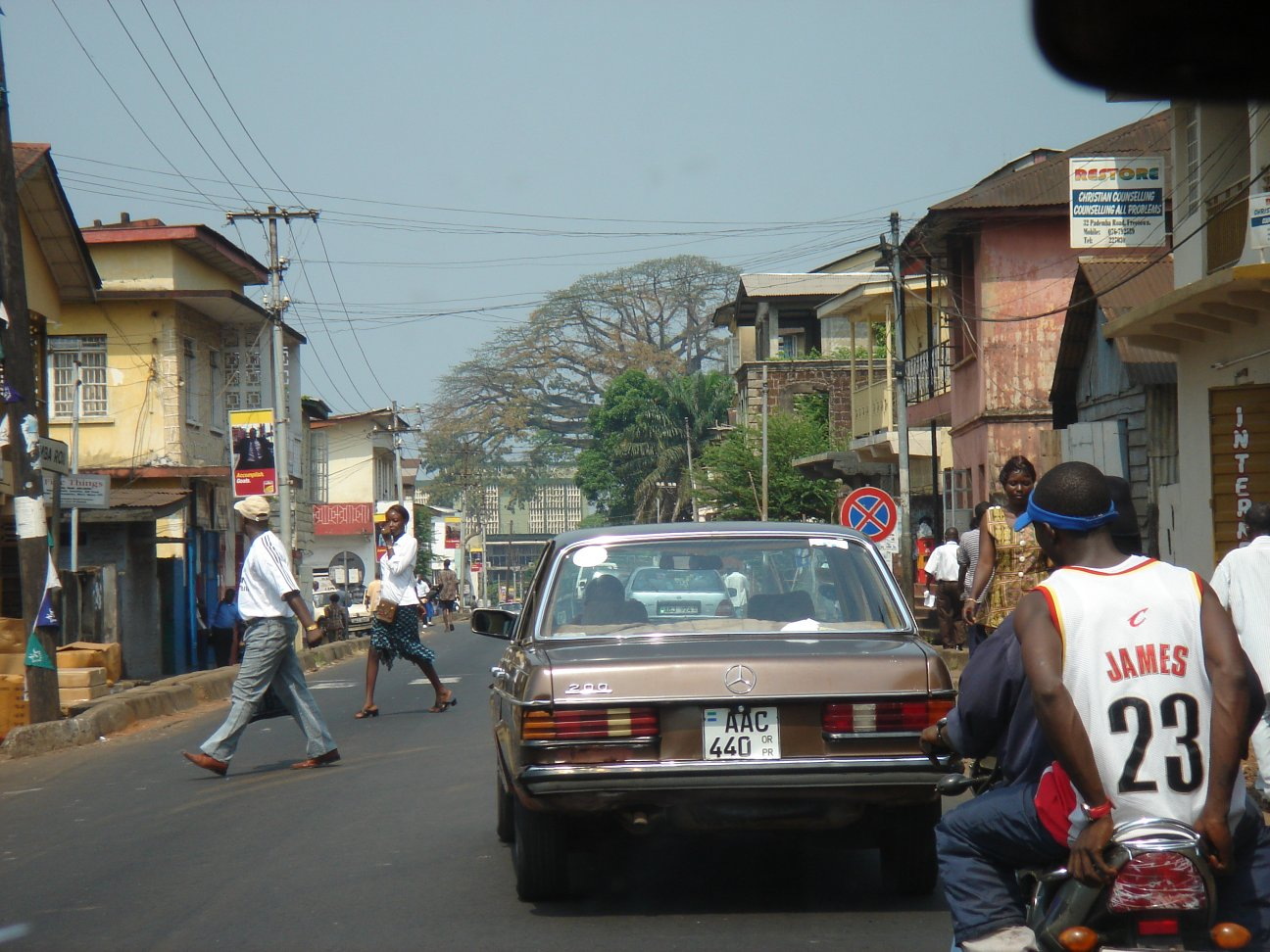
Huvudgatan i Freetown (2005). I bakgrunden syns det välkända bomullsträdet.

Genom att Momoh motarbetat den liberianske rebelledaren Charles Taylors försök att komma till makten i Liberia 1989 hade han skaffat sig en farlig fiende. Taylor stödde aktivt rebellrörelsen Revolutionary United Front (RUF), vilken leddes av en student vid namn Foday Sankoh som utbildats i Libyen. RUF hade som mål att omkullkasta det styrande partiet och 1991 gick RUF över gränsen från Liberia in i Sierra Leone. Det har debatterats om rörelsen följde panafrikanismens idéer och de idéer som Muammar al-Gaddafi presenterade i Den gröna boken, eller om den i stort sett saknade ideologi. I dokumentet The Basic Document of the Revolutionary United Front of Sierra Leone (RUF/SL): The Second Liberation of Africa som RUF spred presenterades huvudsakligen en kritik gentemot den neo-koloniala regimen. Innehållet i dokumentet skrevs dock före RUF:s tillkomst och det var först när RUF planerade att anfalla den diamantproducerande staden Kailahun i Sierra Leone som de tillskansade sig dokumentet. Att de inte själva skapat dokumentet pekar på att de fäste liten vikt på politiska ideologier och att kampen huvudsakligen skedde för att tillskansa sig makt. RUF vände sig även mot utlänningars ställning i landet och för utveckling av landsbygden. Majoriteten av de stridande var unga män som helt saknade skolning och kom från de fattigaste delarna av samhället aktiva i en kultur där droganvändning, våld och mindre brott var accepterat. Styrkorna som invaderade Sierra Leone bestod av sierraleonier som utbildats i och stridit i Libyen, samt sierraleonier som varit bosatta i Liberia. RUF understöddes även av specialstyrkor från Charles Taylors National Patriotic Front of Liberia. Efter korta stridigheter tog styrkorna kontroll över östra Sierra Leone. Då armén rörde sig mot landets mitt plundrade, våldtog och mördade de civila i sådan omfattning att det ledde till en massiv flyktingström till grannländerna Liberia och Guinea. I augusti och november 1992 avrättades de båda män, Abu Kanu och Rashid Mansaray, som tillsammans med Sankoh varit med och lett RUF under det inledande anfallet mot Sierra Leone. Detta skedde då de anklagats för att ha misskött sina plikter som officerare då de dragit sig tillbaka när de blivit anfallna och inte följt instruktioner. Orsaken till konflikten mellan ledarna var att både Kanu och Mansaray hade vänt sig mot det urskiljningslösa våldet mot civilbefolkningen. Genom att de båda populära officerarna avrättades stärkte Sankoh sin ställning ytterligare.
RUF fick stort stöd hos ungdomarna i landet, hos de fattiga och arbetslösa som hade små chanser till ett bättre liv. Snart visade sig den sierraleonska armén otillräcklig och Momoh fördubblade snabbt antalet soldater genom att rekrytera manskap i huvudstaden Freetown. Dessa var dock underbetalda och truppernas moral var låg, och vad som började som en protest mot de dåliga förhållandena blev en kupp och Momoh blev i april 1992 tvungen att fly landet. År 1993 uppgick RUF:s styrkor till cirka 4 000 man.

### RUF slås tillbaka och presidentval hålls
Efter att Momoh tvingats fly grep kapten Valentine Strasser makten över landet och han såg till att snabbt öka Sierra Leones militära styrka till 13 000 man, men hade trots det stora problem med att råda bukt på RUF. I desperation hyrdes därför det privata sydafrikanska militärföretaget Executive Outcomes in, och med gemensamma ansträngningar kunde RUF då drivas tillbaka.
Efter ökade nationella och internationella påtryckningar hölls det presidentval i februari 1996. Valet vanns av SLPP-kandidaten Ahmad Kabbah. Efter att ett fördrag nåtts mellan regeringen och RUF i november 1996 beslöt Kabbah att 1997 avsluta kontraktet med Executive Outcomes, vilket skiftade maktbalansen. RUF vann mest på fredsavtalet då de fick en större politisk roll och fick amnesti för sina brott. RUF vägrade också att godkänna en FN-styrka och det blev istället den västafrikanska samarbetsorganisationen ECOWAS som blev ansvarig för att sända trupp till Sierra Leone. En styrka benämnd ECOMOG, bestående av personal från Nigeria, Ghana, Guinea och Mali, bildades och sändes dit. Efter en period återupptog dock RUF sina attacker.

### AFRC tar makten
I maj 1997 tog Johnny Paul Koroma, ledare för Armed Forces Revolutionary Council (AFRC), makten och bjöd in RUF att bilda en koalitionsregering. Under de efterkommande månaderna föll rättssamhället sönder och nationella och internationella påtryckningar ledde till att AFRC/RUF gick med på att återinsätta Kabbah i oktober 1997. AFRC/RUF höll dock inte sitt löfte och Nigeria gick därför under regionalt mandat, i februari 1998, slutligen in i landet och slog efter våldsamma strider tillbaka AFRC. RUF fortsatte dock strida med gerillataktik och finansierade det genom handel med så kallade ”blodsdiamanter”. Kabbah hade även internt militärt stöd från Kamajor, en traditionell jägarmilis som rekryterats hos mendefolket.
Sierra Leone närmade sig anarki med olika militära fraktioner i kamp mot varandra och en befolkning i kläm mellan dem. Mängder av rapporter om brott mot de mänskliga rättigheterna strömmade in, och den 12 000 man starka nigerianska truppen hade blivit allt mer involverad i krigsekonomin. Vid det här laget hade omkring 50 000 människor mist livet och hundratals, kanske tusentals, hade fått kroppsdelar amputerade. Därtill hade enligt vissa uppskattningar uppemot 2,5 miljoner människor, mer än hälften av befolkningen, tvingats fly från sina hem. Tusentals barn hade tvingats bli barnsoldater och/eller sexslavar. Kabbah återinsattes som president och ECOMOG fortsatte, utan större framgångar, jakten på RUF:s styrkor.

### AFRC/RUF:s undergång
I januari 1999 lyckades AFRC/RUF med en överraskande offensiv nära nog erövra Sierra Leones huvudstad Freetown. De slogs dock tillbaka och den 7 juli signerade parterna Lomé-avtalet som förhandlats fram av FN, OAU, Storbritannien och USA. Genom signeringen blev RUF:s ledare Sankoh utsedd till vice-president samt ordförande för Kommissionen över hanteringen av strategiska resurser, och RUF fick även åtta andra poster i kabinetten. Genom avtalet skulle tillfångatagna civila friges och RUF:s trupper skulle avväpnas och återintegreras, därtill skulle RUF ombildas till ett politiskt parti. För RUF var dock detta en taktisk manöver och dess ledare Sankoh utnyttjade själv diamanthandeln för att försöka tjäna pengar, trots Lomé-avtalets förbud mot detta. En människorättsorganisation fastslog att RUF:s brott mot civilbefolkning var sanktionerade från en av gerillans ledare samt att även ECOMOG-styrkorna begick brott mot mänskliga rättigheter med bland annat summariska avrättningar av tillfångatagna rebeller.
På grund av de problem med att återställa lugnet som ECOWAS trupper haft drogs de tillbaka och ersattes av den FN-ledda styrkan UNAMSIL. RUF och Charles Taylor bröt dock mot fredsavtalet och gick till anfall mot FN-trupperna och kidnappade hundratals FN-soldater, stal en mängd militär materiel och återbeväpnade ett stort antal män. Som svar på brottet mot fredsavtalet satte Storbritannien in trupp i ett försök att förbättra säkerhetsläget. Sankoh greps den 17 maj 2000 av Sierra Leones militär och transporterades iväg till en säker plats av brittisk trupp. De lyckades med detta och 2001 påbörjades en långsam övergång för att åter ge regeringen makten. År 2002 återvaldes Kabbah som president. I februari 2002 förklarade Kabbah officiellt att kriget var över, och senare samma år påbörjade Sierra Leone Truth and Reconciliation Commission sitt arbete. Under krigets gång hade cirka 250 000 kvinnor utsatts för sexuella övergrepp.
Med en årlig per capitainkomst (2002) på mindre än 150 USD per år, en förväntad livstid på mindre än 35 år och en läskunnighet på 25 procent stod Sierra Leones befolkning och det internationella samfundet inför stora svårigheter.

## Internationella insatser

Karta över medlemsländerna i ECOWAS (grönt).

Sierra Leone var redan innan inbördeskriget ett fattigt land med marginell ekonomisk betydelse, och omvärlden reagerade långsamt på konflikten. Nära nog ingenting gjordes för att förhindra konflikten från att blossa upp initialt 1991. Väst tycktes ha beslutat sig för att sluta engagera sig i Afrikas problem efter misslyckanden i både Rwanda och Somalia. Istället blev det ECOWAS som till en början fick sända trupp. Lagstiftning förhindrade de flesta EU-länder att stödja fredsbevarande insatser som inte sanktionerats av FN vilket ledde till att endast USA och Storbritannien stödde den inledande ECOWAS-missionen.
Initialt, efter signeringen av Lomé-avtalet, uppstod det dock problem med att få in de nödvändiga medlen för missionen då endast 32 procent av de av FN begärda 25 miljoner dollar kom in. Efter ökad täckning av konflikten i media började dock även västerländska givare engagera sig i det hela. En mängd steg togs därefter av det internationella samfundet för att förbättra läget i Sierra Leone och FN:s säkerhetsråd sanktionerade sammantaget fyra missioner till landet (UNOMIL, UNAMSIL, UNIOSIL och UNIPSIL). Missionerna var av olika karaktär. UNOMIL var en så kallad interpositional mission, vilket övergick till UNAMSIL som var en peace enforcment mission. UNIOSIL och UNIPSIL var enligt Fortnas definition snarast så kallade multidimensional missions. Sierra Leone utvecklades till att bli något av en försökskanin för FN:s fredsuppbyggande verksamhet och UNAMSIL utvecklades till att bli den största fredsstyrkan i världen i början av 2000-talet. I maj 2000 kidnappade RUF 500 soldater tillhörande UNAMSIL. Detta upprörde världssamfundet och kidnappningen ledde till att Storbritannien blandade in sig militärt i konflikten.
Efter att FN tagit över rollen från ECOMOG som huvudsaklig koordinator blev den fredsuppbyggande verksamheten mer omfattande. FN satsade stora resurser inte bara på att hålla isär de stridande utan även på att bygga upp det civila samhället. De främsta fokusområdena var demilitarisering och avväpning av RUF-styrkorna, återuppbyggnad av Sierra Leones militära och polisära styrkor samt genomförandet av ett korrekt och konstitutionsenligt val. I de senare missionerna fokuserades det även på korruptionsbekämpning och ekonomisk återuppbyggnad.
För att begränsa möjligheterna att bekosta krigföringen med oregistrerade diamanter påbörjades den så kallade Kimberleyprocessen, som syftar till att förhindra att diamanter från konflikthärdar kommer in på den allmänna marknaden. EU, och framför allt Storbritannien, stödde ett stort antal projekt. Britterna var även ansvariga för att utbilda en ny professionell leonesisk armé och poliskår, och för att upprätta en anti-korruptionskommission.

### Brittisk intervention

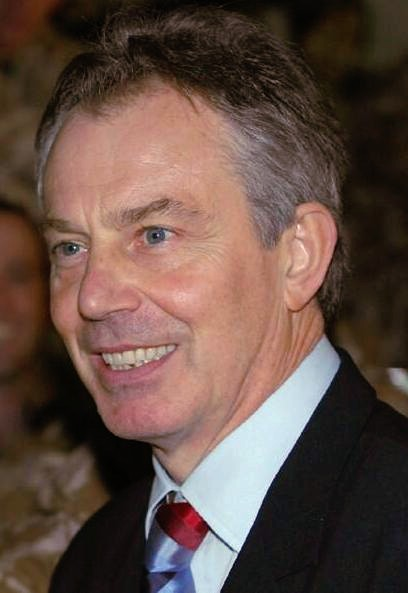
Tony Blair var Storbritanniens premiärminister då de brittiska trupperna sändes till Sierra Leone.

Som gammal kolonialmakt hade Storbritannien en hel del intressen i Sierra Leone och blev snart den mest involverade utom-regionala aktören. Britterna stödde huvudsakligen med humanitärt bistånd och diplomati. Den brittiska styrkan hade dock stort förtroende från Sierra Leones befolkning.
Initialt sände britterna in en 800 man stark trupp fallskärmssoldater för att undsätta de 500 FN-soldater som kidnappats av RUF. Britterna var kraftigt understödda av flyg- och marinstyrkor och tog snabbt kontroll över flygplatsen i Freetown och slog därefter tillbaka RUF. Därefter satte de efter rebellernas ledare och under brittisk ledning tillfångatog en sierraleonsk soldat Foday Sankoh, och denne anhölls anklagad för mord. Rebellerna tvingades gå med på fredsavtalet som tidigare ingåtts vid Lomé. Liberiska förhandlare förhandlade senare fram frisläppandet av gisslan.
I mitten av juni 2000 drogs en stor del av de brittiska styrkorna tillbaka, men omkring 250 man fortsatte att verka i landet. Efter att en milisgrupp kallad West Side Boys i slutet av augusti kidnappat elva brittiska soldater sände Storbritannien åter mer trupp till landet. Slutligen uppgick antalet till 600 man, med ytterligare 5 000 redo att sändas ut om mer oroligheter skulle uppstå.

### Missioner ledda av mellanstatliga organisationer
Den första internationellt ledda missionen var ECOMOG. Den efterföljdes av fyra stycken FN-missioner.

#### ECOMOG
ECOWAS satte upp en styrka med personal från Nigeria, Ghana, Guinea och Mali under nigeriansk ledning kallad Economic Community of West African States Monitoring Group (ECOMOG). År 1998 förstärktes ECOMOG-truppen till 15 000 man, med omkring 90 procent av styrkan från Nigeria, efter att oroligheterna åter blossat upp i de östra diamantrika delarna av landet. Styrkan var dock dåligt utrustad och hade stora problem med att lösa de ålagda uppgifterna. Därtill var soldaterna tvungna att befinna sig i oroligheterna i åratal i taget utan chans att åka hem, med löner som ofta betalades ut sent. ECOMOG-styrkan stod för säkerheten i landet under FN-missionen UNOMSIL, innan större delen av styrkan överfördes till UNAMSIL i slutet av april 2000 och ECOMOG missionen avslutades.

#### UNOMSIL
United Nations Observer Mission In Sierra Leone (UNOMSIL) var en mission ledd av FN, som verkade i Sierra Leone parallellt med ECOMOG-missionen. UNOMSIL varade mellan den 13 juli 1998 till den 22 oktober 1999. Som mest var 192 militära observatörer på plats i Sierra Leone. Deras uppdrag var att se till att avväpningen av kombattanterna efterlevdes och att de nationella säkerhetsstyrkorna omstrukturerades, samt att dokumentera reporter om brott som begicks mot de mänskliga rättigheterna.
Personalen var dock tvungen att evakueras när RUF attackerade Freetown i januari 1999. Efter att ECOMOG:s styrkor slagit tillbaka rebellerna hjälpte UNOMSIL till att förhandla fram fredsavtalet vid Lomé. Nettokostnaden för uppdraget var 12,4 miljoner USD fram till den 30 juni 1999. Beräkningar för uppdragets kostnader fram tills 30 juni 2000 låg på 40,7 miljoner USD men missionen avbröts redan den 22 oktober 1999 och den FN-ledda missionen UNAMSIL påbörjades i dess plats.

#### UNAMSIL

Förenta nationerna (FN) har sammantaget lett fyra missioner i Sierra Leone med olika mandat.

United Nations Mission for Sierra Leone (UNAMSIL) var namnet på den FN-ledda mission som startade den 22 oktober 1999 och varade fram tills 31 december 2005. Efter att Säkerhetsrådet antagit resolution 1270 påbörjades UNAMSIL, och då avslutades UNOMSIL. Missionen föll under ett kapitel 7 mandat, vilket innebär att FN-trupperna hade rätt att agera fredsframtvingande med våld, om behovet uppstod. Precis som sin föregångare hade UNAMSIL sitt högkvarter i Sierra Leones huvudstad Freetown.
Missionen utökades i flera steg. I mitten av maj började ECOWAS, vars länder hade sänt 5 000 av de 11 000 soldater som då fanns i UNAMSIL-missionen, att övertyga FN:s säkerhetsråd att stöpa om missionen till en fredsframtvingande operation, snarare an en fredsbevarande. Nigeria strävade efter att få ta en ledarroll i den fredsbevarande delen av missionen men krävde mer internationellt bistånd. Säkerhetsrådet valde då att utöka missionen till att innefatta 13 000 man. Efter ytterligare ett antal utökningar hade missionen som mest 17 500 militär personal på plats i Sierra Leone, inom vilket 260 militära observatörer och upp till 170 polisiär personal inkluderades. Dess totala budget uppgick till 2,8 miljarder amerikanska dollar. Under missionen miste sammantaget 192 personer ur styrkan livet.
UNAMSIL hade av FN:s säkerhetsråds båda resolutioner, 1270 samt 1289, fått mandat att stödja regeringen och de andra parterna att nå ett fredsavtal och underlätta implementeringen av detta genom bland annat övervakning, avväpning och återintegration av de stridande förbanden i samhället. UNAMSIL var auktoriserat att använda nödvändiga medel för att skydda FN-personal, civilbefolkning och viktig infrastruktur, samt att se till att humanitär hjälp och gods nådde de behövande. Att stödja Sierra Leone att genomföra val enligt dess konstitution var en annan viktig uppgift för missionen.
Utökningen av missionen och att mer fokus lades på att skydda de egna trupperna och civilbefolkningen skedde på grund av kidnappningen av de 500 FN-soldaterna som drabbat missionen och det brott mot fredsavtalet som det innebar. Det skedde också ett förtydligande av målen och av vilka medel som fick användas, samt en minskning av byråkratin - allt för att förbättra kapaciteten. För att ytterligare öka möjligheterna för framgång sände medlemsstaterna, främst Storbritannien, bättre utrustning och logistiskt stöd på bilateral basis. UNAMSIL misslyckades dock med att uppfylla delar av sitt mandat, bland annat avväpningen, enligt tidsplanen.
FN-trupperna gjorde dock mer än vad som traditionellt görs vid fredsbevarande insatser. Till exempel ägnade de sig åt återuppbyggande och de borrade brunnar och hjälpte till att bygga upp raserade hus. Vid valen levererade UNAMSIL-soldaterna valurnor och röstsedlar till vallokalerna, och skjutsade många landsbygdsbor till vallokalerna för att de skulle kunna rösta. Under UNAMSIL:s tid i landet startade även Sierra Leones Truth and Reconciliation Commission sitt arbete och Sierra Leones specialdomstol grundades. Arbetet med specialdomstolen påbörjades i samband med att Lomé-avtalet kollapsade i slutet av juni år 2000. Samtidigt som truppstyrkan ökades beslutades det även om att upprätta en specialdomstol för att kunna åtala krigsförbrytare enligt den Kambodjanska modellen, samt att upprätta ett embargo mot diamanter från Sierra Leone, för att på så sätt störa RUF:s finansiering.

#### UNIOSIL och UNIPSIL
Då UNAMSIL:s mandat gick ut i slutet av 2005 beslutade Säkerhetsrådet enhälligt att etablera United Nations Integrated Office for Sierra Leone (UNIOSIL) från och med januari 2006, med ett initialt mandat på 12 månader. UNIOSIL:s huvudsakliga ansvarsområden var att: 
- Stödja Sierra Leone att uppnå Millenniemålen genom fattigdomsbekämpning och hållbar ekonomisk utveckling, bland annat med att skapa ett ramverk för privata investeringar och bekämpa HIV/AIDS-problematiken, samt förse befolkningen med grundläggande tjänster;
- Stärka lagen i landet, bland annat genom utveckling av ett självständigt och välfungerande juridiskt system;
- Utveckla medierna i landet för att förbättra spridningen av information och kommunikationen i landet;
- Fortsätta utvecklingen av Sierra Leones säkerhetssektor;
- Koordinera insatser gällande gränsöverskridande problem såsom vapen- och människosmuggling samt smuggling och illegal försäljning av naturresurser;[58]
- Hjälpa landet att hålla fria och rättvisa val 2007;
- Hjälpa regeringen att stärka de mänskliga rättigheterna;
- Assistera och skydda Sierra Leones specialdomstol som FN sponsrat;[33] samt
- Genomföra reformer för att ge invånarna i Sierra Leone mer insyn i myndigheternas arbete.[37]

UNIOSIL var planerat att läggas ned i september 2008, men började avvecklas redan i mars samma år.
United Nations Peacebuilding Office (UNIPSIL) tog över efter UNIOSIL i oktober med uppgift att förhindra att länder som tagit sig ur en konflikt skall dras in krig på nytt.

### Icke-statliga organisationer

Human Rights Watch var en av de icke-statliga organisationer som var verksamma i landet.

Även om majoriteten av uppbyggnaden av landet har skett av FN:s olika organ och av Sierra Leones regering så har de internationella och nationella NGO:er (icke-statliga organisationer) som finns i landet spelat en viktig roll. I Sierra Leone verkade ett flertal NGO:er utan statlig finansiering, såsom Amnesty International, Human Rights Watch, Oxfam GB, Catholic Relief Services och flera andra. Ett stort antal av de internationella biståndsgivarna har sina regionala kontor i Sierra Leone. Förutom det direkta arbete de internationella NGO:erna utför bidrar de även till den inhemska ekonomin, då de anställer ett stort antal utländsk såväl som inhemsk personal. Uppemot 60 procent av Sierra Leones ekonomi kan komma från de internationella aktörerna som finns på plats i landet. Det finns även ett stort antal mindre lokala NGO:er som är verksamma och som nära nog helt saknar budget, men som ändå gör stor nytta. De flesta biståndsländer föredrar dock att jobba med internationella NGO:er, då dessa tillhandahåller utförliga rapporter om sina finanser och korruptionen är minimal. Detta trots att deras arbete kostar oerhört mycket mer, att de saknar kunskap om området samt att de har en hög omsättning på sin personal.

### Koordination av de internationella insatserna
Under ECOMOG-missionen skedde samordningen mellan ECOWAS medlemsstater, understödda av USA och Storbritannien. Efter att UNOMIL tagit över ansvaret för säkerheten i Sierra Leone blev dock FN den huvudsakliga koordinatorn av internationellt bistånd och stöd.
Under ECOMOG-missionen bestod de huvudsakliga koordinationsproblemen i att Mali och Ghana ansåg att Nigeria styrde missionen för mycket och inte lyssnade på de andra deltagande länderna. Den Nigerianska generalen Felix Mujakpero argumenterade dock som så att: ”When Nigeria has about 90 percent of the fighting force, I don't know how another country can come and command the troops” (ungefärlig översättning: "När Nigeria står för 90 procent av de stridande trupperna vet jag inte hur något annat land skall kunna komma och styra dessa"). Det fanns även problem med kommunikationen mellan de olika ländernas soldater och staber, såväl som en underliggande skillnad i synen på hur operationen skulle utföras med Nigeria som förespråkare för en mer hökaktig syn på det hela och Ghana för en mission mer inriktad på fredsbevarande än krig.
När brittiska trupper anlänt till Sierra Leone uppkom även problem gällande koordinationen mellan dem och de nigerianska styrkorna. Nigerianerna ansåg inte att britterna gjort tillräckligt och att de lät dem ta alla riskerna medan de tog åt sig äran. De brittiska trupperna togs aldrig upp i FN-truppen.
Den humanitära gemenskapen kritiserade sanktionerna som FN hade infört mot Sierra Leone, eftersom de drabbade de civila. Många av NGO:erna som var aktiva i Sierra Leone arbetade för att understödja alla civila i landet, oberoende av om de befann sig i de områden som kontrollerades av gerillan eller av regeringen. Detta ledde dock till att de under 1999 motarbetades av ECOMOG och Sierra Leones regering. Dessa ansåg att NGO:ernas arbete hjälpte till att understödja gerillan och därför äventyrade säkerheten i området. Många sierraleonier höll med dem i den kritiken och var därför mycket kritiska till hjälporganisationerna. Från det internationella samfundet kom dock skarpa protester när försök gjordes att förhindra NGO:ernas arbete. Trots det tog det tid innan en överenskommelse kunde nås och arbetet fortsätta.
Konflikter mellan de olika soldaterna i FN-truppen försvårade UNAMSIL:s arbete. Den indiska generalen Vijay Jetley blev mycket impopulär bland nigerianerna. Nigerianerna anklagade honom för att sända de afrikanska styrkorna till farligare områden än de indiska trupperna och för att inte rådfråga dem i viktiga frågor. Efter att Jetley, i ett internt dokument som nådde den internationella pressen, utan bevis anklagat nigerianerna för att medvetet förstöra för UNAMSIL i syfte att kunna fortsätta att plundra landet på diamanter, beslutade sig Nigeria att dra tillbaka sina trupper.
När det kom till koordinationen av NGO:erna var de olika FN-organen ansvariga för sina respektive ansvarsområden. UNHCR hade exempelvis ansvaret för att utarbeta konceptet och för att välja var projekten skulle genomföras medan NGO:erna fick en utökad roll i projektdesignen, implementationen och översikten.

## Efter stridigheterna

### Demilitarisering
Efter Kalla krigets slut ökade tillgängligheten och priserna sjönk på handeldvapen. Detta har lett till att det finns mycket vapen i omlopp i Västafrika. År 1999 påbörjad FN en omfattande avväpning av de stridande parterna och en återintegrering i det civila samhället. Efter att demilitariseringen avbrutits då RUF tog FN-personal som gisslan i maj 2000 utökades UNAMSIL:s befogenheter, och tillsammans med brittiska styrkor kunde de framtvinga en demilitarisering och avväpning enligt fredsavtalet från 1999, med våld om nödvändigt. Efter att RUF:s trupper besegrats började RUF ombildas till ett politiskt parti, och den 14 maj avlöpte ett fredligt och rättvist val som slutade med att tidigare president Kabbah stod som segrare. Detta skedde alltså två år efter att UNAMSIL:s arbete påbörjats.
Avväpningen som var planerad att avslutas i december 1999 stötte dock på problem eftersom RUF-soldaterna vägrade att lämna ifrån sina vapen, och vissa blev även beväpnade på nytt. Sammantaget lämnade endast 2 500, av cirka 45 000, över sina vapen. År 2000 var ungefär 12 000 soldater avväpnade, men upp till 20 000 RUF-rebeller kunde fortfarande operera obehindrat i landet i slutet av april. I maj gick avväpningen snabbt framåt och UNAMSIL kunde ta emot 10 000 vapen i Freetown, och RUF förlorade snart kontrollen över gränsen till Guinea, varifrån många vapen kommit. Efter det gick avväpningen ännu snabbare. UNAMSIL kunde snart kontrollera hela Sierra Leone och vid slutet av 2001 hade sammantaget 36 000 kombattanter avväpnats, såväl RUF-rebeller som Kamajors. I februari 2004 avslutades demilitariseringen och sammantaget 72 490 kombattanter, av vilka 6 845 var barnsoldater, hade avväpnats. Hundratals av barnsoldaterna sändes för att få hjälp och stöd av UNAMSIL och av andra organisationer. Kombattanterna gavs i de flesta fallen korttidslån samt utbildning i hantverksyrken, för att underlätta deras återgång till ett civilt liv. Kostnaden uppgick till sammantaget 36,5 miljoner amerikanska dollar.
Sierra Leones befolkning lade märke till att de tidigare soldaterna var de första att få hjälp och stöd. Många har därför dragit slutsatsen att stridande, eller hot om stridande, fångar biståndsgivarnas uppmärksamhet och kan löna sig. Ett flertal källor uttrycker att detta kan innebära ett framtida problem då grupper som anser sig vara marginaliserade kan ta till våld som en lösning för att hamna i bättre förhandlingsläge.

### Utbildning av polis och militär

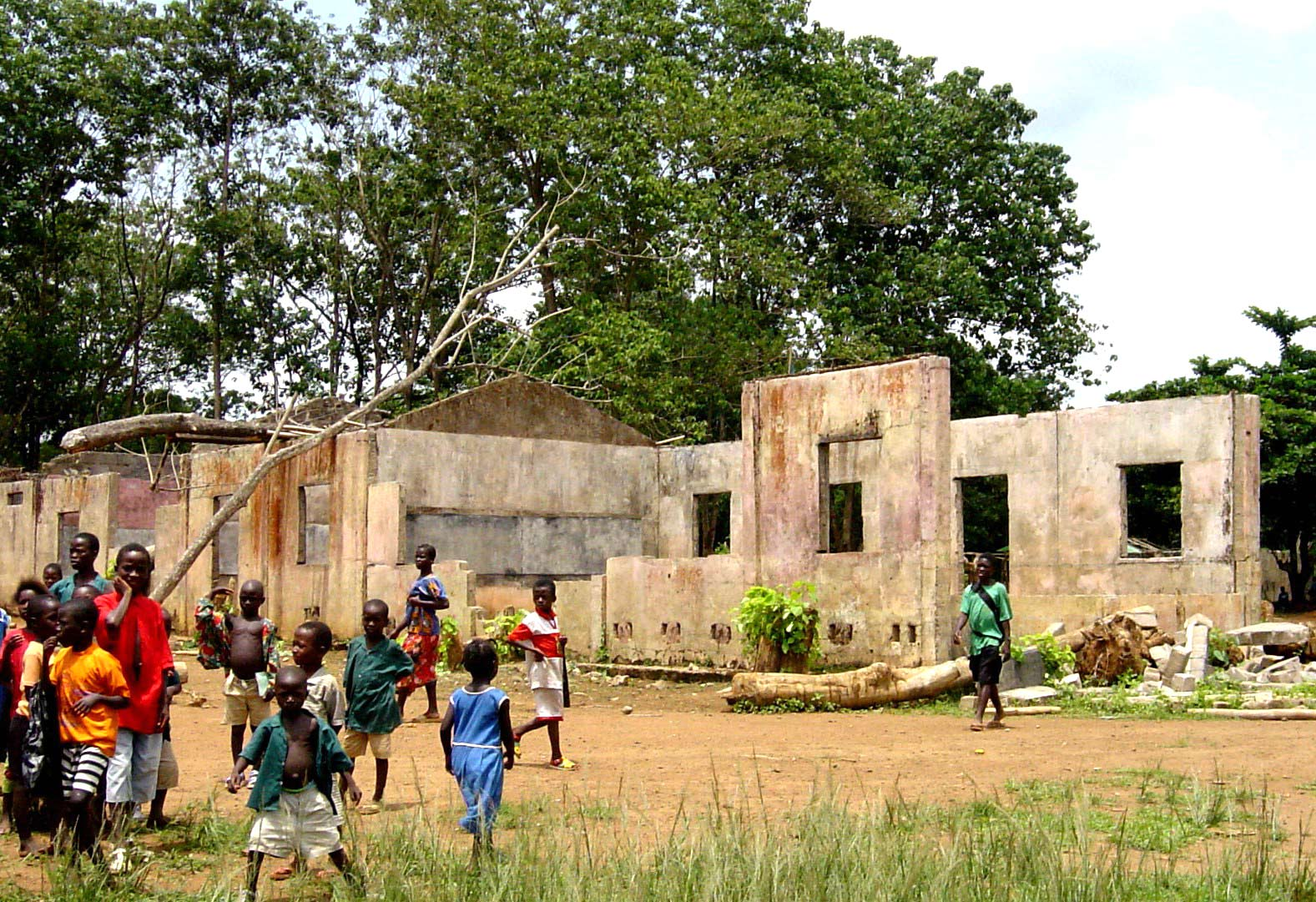
En skola i Koindu som förstördes av RUF under inbördeskriget. Totalt förstördes 1 270 grundskolor under kriget.

Kvaliteten på Sierra Leones militär- och polismakt har försämrats sedan självständigheten då de olika kuppmakarna ville förhindra att de andra militära ledarna skulle bli för mäktiga och välorganiserade, vilket skulle ha inneburit ett hot mot dem. Redan initialt påbörjades därför utbildning av polis och militär under FN:s och brittisk ledning i Sierra Leone vilket fortsatte under hela UNAMSIL-missionen. Sammantaget utbildade UNAMSIL-missionen omkring 8 500 man i den sierraleonska armén.
Vad gäller de polisiära styrkorna saknade Sierra Leone i mitten av 2002 ännu en effektiv polisstyrka och ett välfungerande domstolssystem. Detta på grund av bristande utbildning, bristande resurser med få fordon och kommunikationsutrustning, samt för lite personal. En förhoppning är att UNAMSIL-missionens utbildning av poliser kan göra en skillnad. Tidigare utredningar har visat att Sierra Leones befolkning har haft ett väldigt lågt förtroende för polisen, och att polisväsendet anses vara den mest korrumperade institutionen i landet.

### Demokratisering och val
Under tiden för inbördeskriget och de efterföljande lugna åren har Sierra Leone haft tre val – presidentval i februari 1996, presidentval den 14 maj 2002 och parlamentsval 11 augusti 2007. Alla utom det första har av internationella valövervakare räknats som fria och rättvisa.
Efter att RUF gått med på vapenvilan i Lomé lovades de åtta ministerposter samt att dess ledare Sankoh skulle ges posten som vice-president. RUF bröt dock snart mot avtalet och striderna återupptogs, vilket medförde att de förlorade de utlovade posterna. De slogs snart tillbaka militärt och Sankoh tillfångatogs efter ett tag. Rebellerna krävde då att Sankoh skulle friges och att de åter skulle få ta över ministerposterna. Kabbah struntade dock i deras invändningar och utsåg istället medlemmar ur andra oppositionspartier, och begärde därefter att parlamentet skulle skjuta på det stundande valet i sex månader. I Lomé-avtalet fanns inte heller några referenser till etniska grupper och det finns därför ingen risk att etniska motsättningar cementeras.
Val var planerade att hållas i september 2001 men i augusti togs beslutet att valet skulle skjutas upp ytterligare en period för att avväpningen skulle kunna slutföras. I januari 2002 var avväpningsprocessen slutligen över och RUF ombildades till det politiska partiet Revolutionary United Front Party (RUFP). Den 14 maj genomfördes ett nära nog helt lugnt val med Kabbah, tillhörande SLPP, som överlägsen segrare med 70,1 procent av rösterna, medan RUFP inte vann någon representation i parlamentet, vilket visar hur lågt stöd de haft hos Sierra Leones befolkning. FN förklarade att valet varit lyckat men fastslog att FN-trupperna ändå skulle komma att stanna i landet och inte dras tillbaka tidigare. Efter 2002 har ett flertal kuppförsök ägt rum, vilket har skapat oro i landet.
På grund av missnöje med ekonomins dåliga läge och utbredd korruption backade SLPP i kommunvalet maj 2005, de första som hållits på 30 år, och oppositionspartiet Hela folkets kongress (APC) vann majoriteten i kommunfullmäktige i både Freetown och Maken. Många ansåg att resultatet tydde på att demokratin börjat få fäste i landet. Det fanns dock tecken på oegentligheter,, och Eugene Davis, ordföranden för valkommissionen, avgick då regeringen inte reagerat på väldokumenterade oegentligheter vid valet.
Den 11 augusti 2007 vann partiet APC med god marginal parlamentsvalet, och tog därigenom makten från SLPP för första gången på ett årtionde. Men då de flesta av de tolv traditionella hövdingarna som tilldelats parlamentsplatser stödde SLPP fick APC inte en fullständig majoritet. Samma dag hölls presidentval och även där tog APC:s kandidat hem segern. Valen ansågs ha genomförts fritt och rättvist enligt internationella valobservatörer, även om det under valrörelsen förekommit en del oroligheter av etnisk natur, samt en del valfusk såväl som trakasserier av väljare.

### Specialdomstolen för Sierra Leone

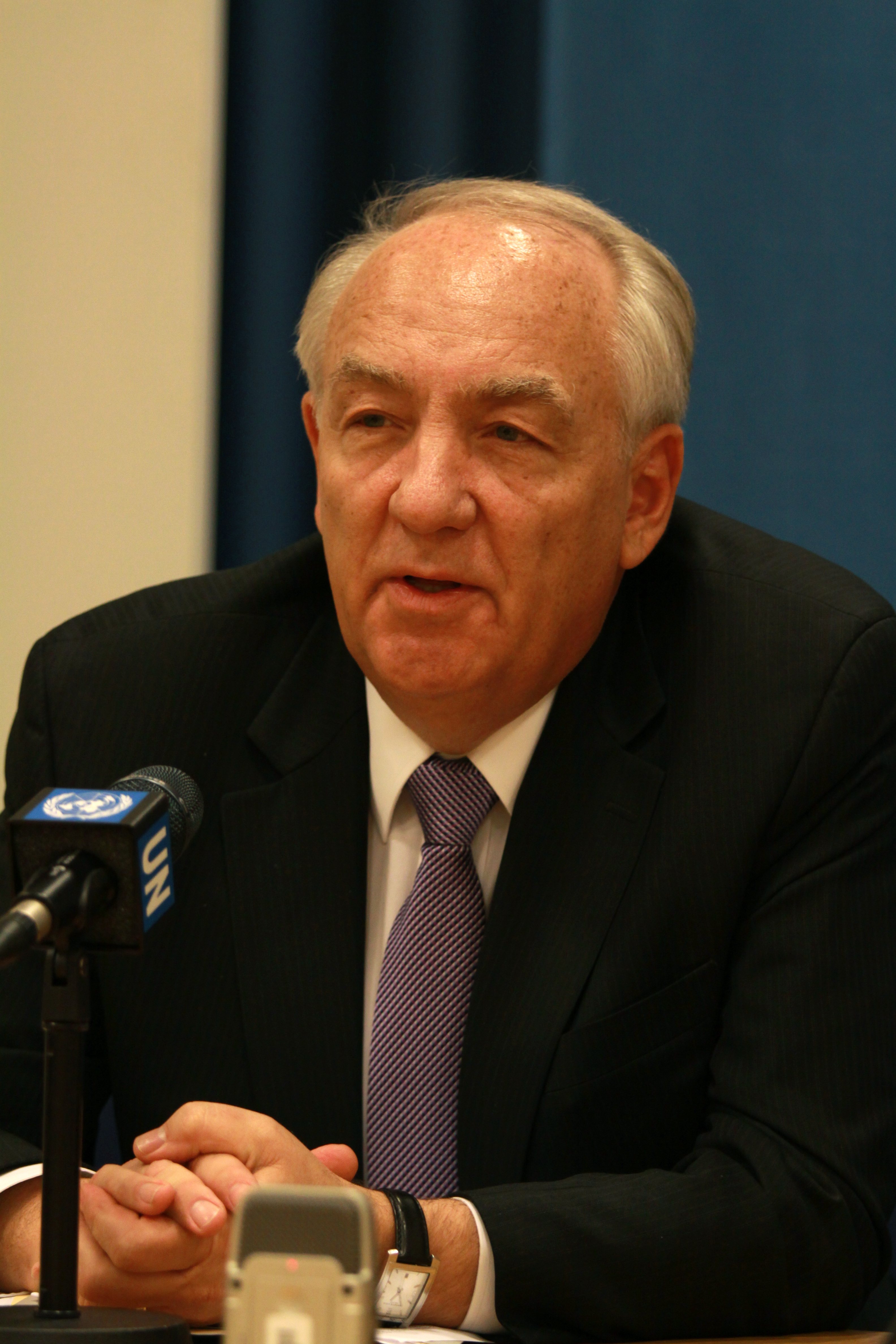
Stephen J. Rapp, Specialdomstolen åklagare.

Under UNAMSIL-missionen startades Specialdomstolen för Sierra Leone för att utreda och döma de högsta ansvariga för de brott som begicks efter den 30 november 1996, då rebellrörelsen RUF beviljades amnesti efter att ett fredsavtal ingåtts. Domstolen består av två instanser. I den lägre av dessa prövas alla mål av de tre domare som sitter där; två är utsedda av FN och en av Sierra Leones regering. I den högre instansen prövas de mål som överklagas, och där sitter tre domare som FN utsett och två som Sierra Leones regering utsett. FN har också utsett chefsåklagare och regeringen en biträdande åklagare. Verksamheten startade 2003 och sammanlagt tretton personer åtalades, varav Liberias dåvarande president Charles Taylor var en. Två av de åtalade dog dock samma år och åtalen drogs därför tillbaka. RUF:s ledare Foday Sankoh var en av de två. Han åtalades för 17 krigsbrott, däribland brott mot mänskligheten, våldtäkt, sexuellt slaveri och utrotning, men han dog av naturliga orsaker i häktet innan rättegången hunnit avslutas.